# Vjačeslav Litvinov
Vjačeslav Georgievič Litvinov (in russo Вячеслав Георгиевич Литвинов?; Anapa, 1º aprile 2001) è un calciatore russo, difensore del Soči.

## Carriera
Cresciuto nel settore giovanile del Krasnodar, esordisce in prima squadra il 31 ottobre 2020, disputando l'incontro di Prem'er-Liga perso per 2-0 contro l'Achmat Groznyj.

## Statistiche

### Presenze e reti nei club
Statistiche aggiornate al 29 luglio 2022.
| Stagione        | Squadra         | Campionato      | Campionato | Campionato | Coppe nazionali | Coppe nazionali | Coppe nazionali | Coppe continentali | Coppe continentali | Coppe continentali | Altre coppe | Altre coppe | Altre coppe | Totale | Totale |
| Stagione        | Squadra         | Comp            | Pres       | Reti       | Comp            | Pres            | Reti            | Comp               | Pres               | Reti               | Comp        | Pres        | Reti        | Pres   | Reti   |
| --------------- | --------------- | --------------- | ---------- | ---------- | --------------- | --------------- | --------------- | ------------------ | ------------------ | ------------------ | ----------- | ----------- | ----------- | ------ | ------ |
| 2019-2020       | Krasnodar-2     | 1D              | 1          | 0          |                 | -               | -               |                    | -                  | -                  |             | -           | -           | 1      | 0      |
| 2020-2021       | Krasnodar-2     | 1D              | 25         | 1          |                 | -               | -               |                    | -                  | -                  |             | -           | -           | 25     | 1      |
| 2021-2022       | Krasnodar-2     | 1D              | 26         | 1          |                 | -               | -               |                    | -                  | -                  |             | -           | -           | 26     | 1      |
| 2020-2021       | Krasnodar-3     | 2D              | 1          | 0          |                 | -               | -               |                    | -                  | -                  |             | -           | -           | 15     | 1      |
| 2020-2021       | Krasnodar       | PL              | 2          | 0          | CR              | 0               | 0               | UCL+UEL            | 0                  | 0                  |             | -           | -           | 2      | 0      |
| 2021-2022       | Krasnodar       | PL              | 3          | 0          | CR              | 1               | 0               |                    | -                  | -                  |             | -           | -           | 4      | 0      |
| 2022-2023       | Krasnodar       | PL              | 7          | 0          | CR              | 0               | 0               |                    | -                  | -                  |             | -           | -           | 7      | 0      |
| Totale carriera | Totale carriera | Totale carriera | 65         | 2          |                 | 1               | 0               |                    | 0                  | 0                  |             | -           | -           | 66     | 2      |